# مجرة ذات سطوع سطحي منخفض

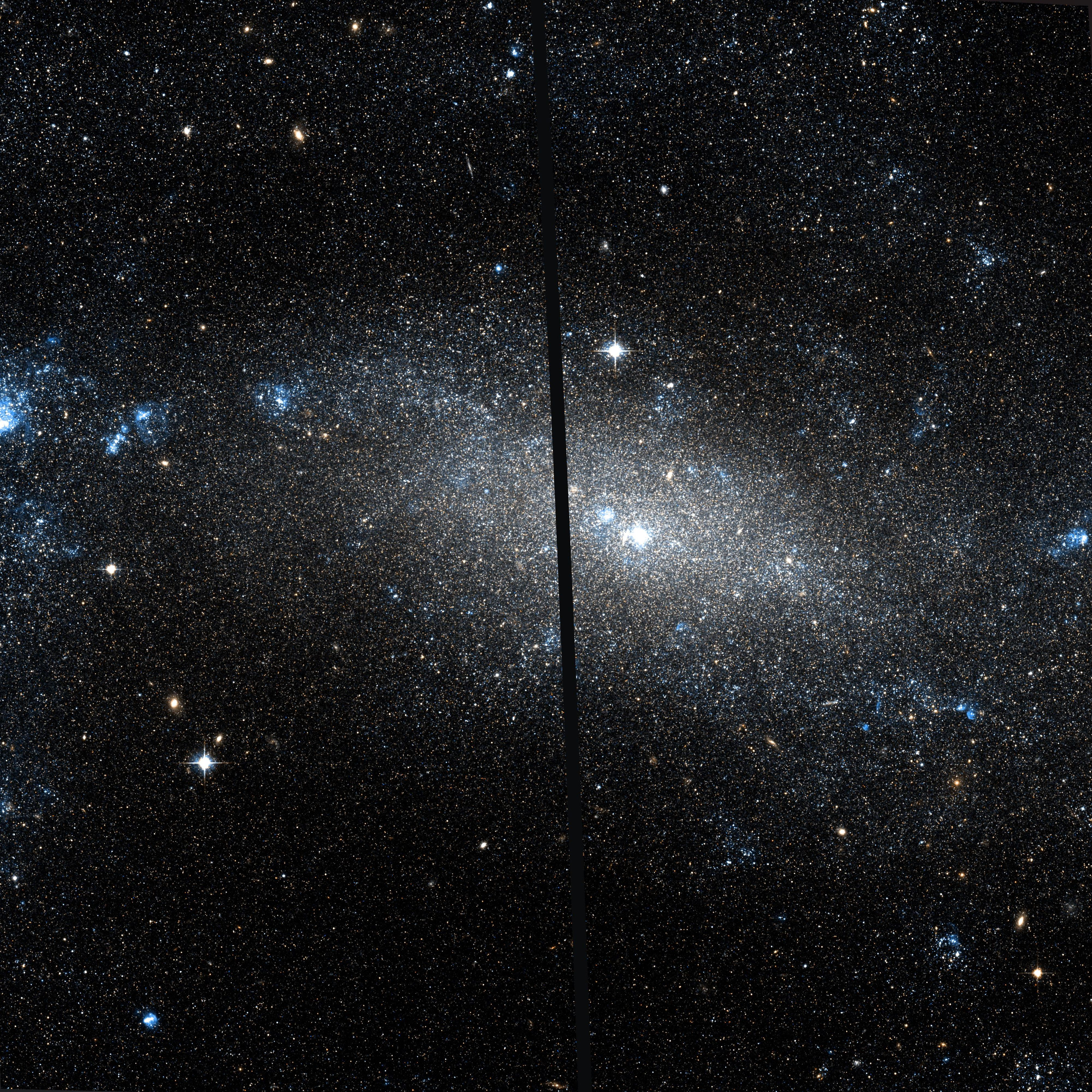
إن جي سي 4395 مجرة ذات سطوع سطحي منخفض صورة بواسطة مرصد هابل الفضائي

مجرة ذات سطوع سطحي منخفض (بالإنجليزية: Low-surface-brightness galaxy)‏ هي مجرة منتشرة على مساحة كبيرة ذات مركز مجرة صغير وخافت عندما ينظر إليه من الأرض على الأقل منخفض بمقدار واحد عن السماء المحيطة ليلا.
معظم المجرات ذات السطوع السطحي المنخفض عبارة عن مجرات قزمة ومعظم مادة الباريون في شكل من أشكال الهيدروجين الغازي محايد بدلا من النجوم. ويبدو أن أكثر من 95٪ من كتلتها مكونة من المادة المظلمة غير باريونية. ولايبدو أن هناك أي نشاط للمستعرات في هذه المجرات.
المجرات ذات السطوع السطحي المنخفض من الصعب جدا اكتشافها على الرغم من أن بعض المجرات القزمة تم اكتشافها في وقت سابق.

## تاريخ
نظرية المجرات ذات السطوع السطحي المنخفض ظهرات في عام 1976 من قبل الفلكي البريطاني مايك ديزني مكتشف نباض السرطان. المجرة الأولي من هذا النوع، تدعى مالين 1، التي لم يتم اكتشافها حتى أواخر 1986 من قبل ديفيد مالين. حجمها 5 أضعاف حجم مجرة درب التبانة ولها 1٪ فقط من لمعان مجرة عادية، ولا تزال هذه المجرة أكبر مجرة حلزونية اكتشفت حتى الآن 
دفع اكتشاف المجرات ذات السطوع السطحي المنخفض علماء الفلك لمراجعة إحصاءات أنواع المجرات وأرقامها، والآن يعتقد أن مجموع المجرات ذات السطوع السطحي المنخفض قد يصل إلى 50٪ من مجموع المجرات الاجرام التي تندرج تحت لواء المجرات ذات السطوع السطحي المنخفض يبدو أنها تتطور ببطء أكثر بكثير من المجرات العادية، ولا تزال في مرحلة مبكرة من التشكيل. وتميل إلى أن تكون أكثر عزلة وتحتوي كميات من الغاز بكثافة أقل من التي توجد عادة في المجرات العادية، ويعتقد أن هذه الكثافة الغازية المنخفضة تعيق تشكيل النجوم الضخمة.